# Pudicitia
Pudicitia är kyskhetens och anspråkslöshetens gudinna i romersk mytologi.
Hon hade i Rom två tempel, ett byggt åt Pudicitia patricia och ett åt Pudicitia plebeia och enbart kvinnor som endast en gång varit gifta, matronæ univiræ, fick beröra hennes bildstod. Med tiden urartade Pudicitias kult. Under kejsartiden framställdes hon ofta på mynt som en beslöjad kvinna med ena handen lyftande slöjan från ansiktet.